# Henriette Mikkelsen
Henriette Mikkelsen, född den 21 september 1980 i Nykøbing Mors i Danmark, är en tidigare dansk handbollsspelare.

## Karriär
Henriette Mikkelsen startade sin karriär i den lokala klubben NIF/FLUIF, men kom senare till Ikast-Bording EH, innan hon 2003 bytte klubb till Viborg HK. Med Viborg HK var Henriette Mikkelsen med om att vinna det danska mästerskapet (DM) 2006, 2009 och 2010 och Champions League 2006.
Henriette Mikkelsen födde den 20 april 2008 en dotter och spelade därför inte säsongen 2007–2008, men hon har därefter spelat för Viborg HK. Hon gjorde sin sista landskamp med landslaget 2008. Hon avslutade sin karriär den 16 november 2011 efter en cupmatch mot Randers HK. Hon gjorde comeback för Viborg HK som 34-åring, då klubben 19 november 2014 förlorade mot Team Esbjerg. Hon spelade sedan till säsongen slut 2015 då hon avslutade sin elitkarriär. Hon spelade sedan i Viborgs andralag samtidigt som hon var tränare i klubben 2014–2017.

### Landslagskarriär
Henriette Mikkelsen gjorde landslagsdebut när hon spelade för Ikast-Bording EH den 6 februari 2002 mot Sverige med 3 mål i målprotokollet. Hon spelade sedan 81 landskamper och gjorde 346 mål innan hon spelade sin sista landskamp den 7 december 2008 mot Rumänien. Höjdpunkten i landslagskarriären var när hon var med och vann OS-guldet i Aten. Hon var också med i EM 2004 och tog hem en  silvermedalj till prisskåpet. Hon spelade inte VM 2005 på grund av en knäskada men var med i EM 2006 i Sverige. Individuellt blev hon utvald i All-Star-Team  vid GF World Cup 2006.

### Politiskt deltagande
Henriette Mikkelsen ställde upp i kommunalvalet 2009 den 17 november för "Socialdemokratiet". Hon fick 309 personröster och blev invald som sista socialdemokratiska medlem i byrådet i Viborg Kommun.